# 単安仁
単 安仁（ぜん あんじん、大徳7年（1303年）- 洪武20年12月6日（1388年1月15日））は、元末明初の官僚・軍人。字は徳夫。本貫は濠州。

## 生涯
若くして府吏となった。元末の江淮の兵乱において、安仁は義兵を集めて郷里を守り、枢密判官に任じられた。元の鎮南王ボロト・ブカに従って揚州を守った。ボロト・ブカが長槍軍に敗れて追放されると、安仁は帰属先を失って孤立した。ときに朱元璋が集慶を平定したと聞くと、安仁は「これに忠誠を捧げるのみだ」と言って、兵を率いて帰順した。その軍を率いたまま鎮江を守備するよう命じられた。安仁の軍隊の統制は厳しく、敵もあえてこれを攻撃しようとはしなかった。安仁は常州に移転して守備した。安仁の子が離反して張士誠に降ったが、朱元璋は安仁の忠謹を知っており、疑うことがなかった。長らくを経て、浙江副使に転じた。ときに気の荒い軍人が民衆から収奪しており、「寨糧」と呼ばれたが、安仁は法によりこれを制度化した。浙江按察使に進んだ。中書左司郎中として南京に召還され、李善長を補佐して裁断にあたった。瑞州守禦千戸に任じられ、入朝して将作卿となった。
洪武元年（1368年）、将作事を兼ねたまま、工部尚書に抜擢された。安仁は細心敏捷で智計多く、規模の大小なく諸所での営造を取り仕切り、洪武帝（朱元璋）の意にかなった。翌年、兵部尚書に転じた。老齢を理由に引退と帰郷を願い出て許され、3000畝の田と70頭の牛を賜り、尚書の年俸の半分を支給されることとなった。
洪武6年（1373年）、山東参政として起用されることとなったが、丁寧に辞退して、許された。安仁は家に居ながら、儀真南壩から樸樹湾までを浚渫し、官民の輸送の便宜を図るよう奏請した。また運河の江都の深港を防衛のために浅港に移転するように、さらに瓜洲の食糧倉庫を揚子橋の西に移転し、長江の風潮の害を避けるように上疏した。洪武帝はそれらの提案を賞賛して、再び安仁を兵部尚書に任じ、致仕させた。安仁は初めて尚書として階位が正三品となった。
洪武13年（1380年）、中書省が廃止されると、安仁は階位を正二品に進められた。
洪武20年（1387年）、特別に資善大夫の位を与えられた。同年12月壬子（1388年1月15日）に死去した。享年は85。